# Kościół św. Konrada z Parzham we Wrocławiu
Kościół św. Konrada z Parzham – rzymskokatolicki kościół parafialny na osiedlu Pilczyce we Wrocławiu. Zniszczony podczas II wojny światowej.

## Historia
Wieś Pilczyce przyłączona do Wrocławia w kwietniu 1928 r. nie posiadała w przeszłości własnego kościoła katolickiego. Katolicy z Pilczyc, których w roku 1830 było zaledwie 26 na ogólną liczbę mieszkańców wynoszącą 275, korzystali z oddalonego o blisko 6 km kościoła św. Mikołaja na Szczepinie. W roku 1891 ich liczba wzrosła do 80. W roku 1905 Pilczyce przeszły pod jurysdykcję parafii nowo wybudowanego kościoła św. Jerzego na Popowicach. Pod koniec lat dwudziestych macierzystą świątynią parafialną dla pilczyckich katolików stał się kolejny nowy kościół wzniesiony na Popowicach – św. Jadwigi.
W związku z budową na Pilczycach nowego osiedla wielorodzinnych domów mieszkalnych w drugiej połowie lat dwudziestych i w latach trzydziestych liczba mieszkańców gwałtownie wzrosła, w tym także liczba katolików. W roku 1936 opiekę nad nimi objął młody wikary parafii św. Jadwigi na Popowicach, wyświęcony w roku 1933 ks. Georg Friebös. Dzięki zgromadzonym środkom na budowę nowej świątyni na Pilczycach już w następnym roku stanął przy ul. Pilczyckiej niedaleko brzegu rzeki Ślęzy drewniany kościółek wykonany według projektu architekta Kurta Langera przez mistrza budowlanego Oskara Stritzkego.
Nowy kościół pod wezwaniem św. Konrada z Parzham został konsekrowany dnia 24 kwietnia 1938 r. przez biskupa Walentego Wojciecha, stał się także kościołem parafialnym nowo erygowanej parafii św. Konrada z Parzham. W roku 1939 zaczął pełnić także funkcję kościoła garnizonowego dla jednostek Wehrmachtu w zachodnich dzielnicach Wrocławia. W tym samym roku ze względu na dalszy wzrosty liczby wiernych w parafii zaczął w nim także posługiwać wyświęcony krótko wcześniej wikary ks. Georg Hoffmann. 
W roku 1945 (osiem lat po jego wybudowaniu) spłonął w czasie walk toczonych podczas oblężenia miasta. Na jego miejscu w latach 1948-51 zbudowano nowy kościół pw. Macierzyństwa Najświętszej Marii Panny, rozbudowany następnie w latach 1981-91.

## Architektura
Kościół św. Konrada z Parzham był niewielką świątynią zaprojektowaną i wybudowaną w sposób bardzo oszczędny. Wzniesiony został w konstrukcji szkieletowej z drewna, na planie prostokąta, kryty dwuspadowym dachem zaakcentowanym od strony frontowej sygnaturką zwieńczoną namiotowych daszkiem i krzyżem. Wnętrze było trzynawowe, z obniżonymi stropem nawami bocznymi i oddzielonymi od głównej rzędami filarów. Nawa główna przechodziła bezpośrednio w prezbiterium, w jej tylnej części pod sklepieniem umieszczono niewielką emporę. W jednym z ołtarzy bocznych umieszczona została figurka patrona świątyni wykonana przez wrocławskiego snycerza Georga Gomille.

## Literatura
- Encyklopedia Wrocławia. Wrocław: Wydawnictwo Dolnośląskie, 2006, s. 348; 413.
- Kurt Engelbert, Josef Engelbert: Die katholischen Kirchen Breslaus. Hannover: 1961. Brak numerów stron w książce